# Nephrochytrium aurantium
Nephrochytrium aurantium är en svampart som beskrevs av Whiffen 1941. Nephrochytrium aurantium ingår i släktet Nephrochytrium och familjen Endochytriaceae.   Inga underarter finns listade i Catalogue of Life.